# Flight of the Conchords
Flight of the Conchords (рус. Полёт конкордов) — комедийный дуэт из Новой Зеландии, в состав которого входят Брет Маккензи и Джемейн Клемент. Лауреаты премий «Грэмми» и New Zealand Music Awards.

## Сериал
Их юмор и музыка стали основой для радиошоу на BBC и телесериала, премьера которого состоялась в 2007 году на HBO. Сериал также называется «Flight of the Conchords».
В России сериал транслируется на телеканале 2x2 с осени 2010 года под названием «Летучие конкорды». Песни адаптированы и исполнены российской группой «Градусы».

## Появление в художественных произведениях
- Брет Маккензи и Джемейн Клемент являются приглашёнными звёздами в первом эпизоде 22 сезона мультсериала «Симпсоны» — «Elementary School Musical»[3]
- Джемейн Клемент озвучил персонажа Пук (англ. Fart) и исполнил песню «Goodbye Moonmen»[4], которая основана на песне Летучих Конкордов «Bowie», во втором эпизоде второго сезона сериала «Рик и Морти»